# Équipe cycliste Cynisca Cycling
Cynisca Cycling est une équipe cycliste féminine basée aux États-Unis. Fondée en 2023, elle évolue depuis au niveau continental (troisième division mondiale).

## Histoire de l'équipe
L'équipe commence ses activités lors de la saison 2023. Elle est créée en coopération avec la Fédération américaine de cyclisme et vise à promouvoir le cyclisme féminin aux États-Unis et à développer les talents en vue des Jeux olympiques d'été de 2028 à Los Angeles. Elle court avec une licence américaine, mais souhaite participer principalement au calendrier européen, c'est pourquoi elle s'établit dans le sud de la France. 
Lors de la deuxième course de son histoire, Émilie Fortin décroche la première victoire pour l'équipe avec un succès sur la Clásica de Almería 2023. Une saison plus tard, l'équipe comptabilise 10 victoires à son palmarès.
Au début de la saison 2024, elle est sanctionnée par l'Union cycliste internationale pour avoir commis une fraude au cours de l'été 2023. En effet, il lui manquait une coureuse pour participer à l'Argenta Classic (le minimum de coureuses étant de 5, or seules 4 ont été alignées). Le directeur sportif, Danny Van Haute, a donc menti et demandé à la mécanicienne Moira Barrett de se faire passer pour une véritable participante. Van Haute a été suspendu pour l'ensemble de la saison.
Outre des coureuses américains, d’autres nations sont également représentées dans l’équipe, notamment des Canadiennes. En 2024, Lauren Stephens rejoint l'équipe en tant que leader, pour sa denière saison avec la fin de sa carrière.

## Classements UCI
Ce tableau présente les places de l'équipe Cynisca Cycling au classement de l'Union cycliste internationale en fin de saison, ainsi que ses meilleures coureuses au classement individuel.
| Classement UCI | Classement UCI         | Classement UCI                              | Classement UCI |
| Année          | Classement par équipes | Meilleure coureuse au classement individuel |                |
| -------------- | ---------------------- | ------------------------------------------- | -------------- |
| 2023           | 51e                    | Emilie Fortin (189e)                        |                |
| 2024           | 24e                    | Lauren Stephens (43e)                       |                |
| 2025           | -                      | -                                           |                |
|                |                        |                                             |                |
| Source : UCI   |                        |                                             |                |

Elle peut être invitée à participer à certaines épreuves de l'UCI World Tour féminin.
| UCI World Tour | UCI World Tour         | UCI World Tour                              | UCI World Tour |
| Année          | Classement par équipes | Meilleure coureuse au classement individuel |                |
| -------------- | ---------------------- | ------------------------------------------- | -------------- |
|                |                        |                                             |                |
| Source : UCI   |                        |                                             |                |

## Principales victoires
Cyclisme sur route
- Championnats d'Irlande : 2
  - Course en ligne : 2024 (Fiona Mangan)
  - Contre-la-Montre : 2024 (Fiona Mangan)

## Cynisca Cycling en 2025

### Effectif
| Effectif 2025                   | Effectif 2025     | Effectif 2025 | Effectif 2025                                 |
| Cycliste                        | Date de naissance | Pays          | Équipe précédente                             |
| ------------------------------- | ----------------- | ------------- | --------------------------------------------- |
| Kayla Davis                     | 11 décembre 2002  | États-Unis    | Israel-Premier Tech Roland Development (2023) |
| Tess Edwards                    | 17 août 2001      | États-Unis    |                                               |
| Heidi Franz                     | 14 janvier 1995   | États-Unis    | Lifeplus Wahoo (2024)                         |
| Alexis Magner                   | 18 septembre 1994 | États-Unis    | L39ION of Los Angeles (2023)                  |
| Allison Mrugal                  | 21 juillet 1996   | États-Unis    | Sopela Women's Team (2023)                    |
| Caoimhe O'Brien                 | 17 avril 2002     | Irlande       | Torelli (2023)                                |
| Chloe Patrick                   | 31 octobre 2004   | États-Unis    |                                               |
| Febe Poppe                      | 14 juillet 2000   | Belgique      | Proximus-Cyclis CT (2024)                     |
| Natalie Quinn (14 mars–31 déc.) | 23 décembre 2001  | États-Unis    | EF-Oatly-Cannondale (2024)                    |
| Kaitlyn Rauwerda                | 20 avril 2000     | Canada        | DNA Pro Cycling (2024)                        |
| Katja Verkerk                   | 25 décembre 2003  | Canada        |                                               |
| Katja Verkerk                   | 25 décembre 2003  | Canada        |                                               |
|                                 |                   |               |                                               |
| Source : ProCyclingStats        |                   |               |                                               |

### Victoires
| Victoires | Victoires | Victoires | Victoires | Victoires | Victoires |
| Date      | Course    | Pays      | Classe    | Vainqueur |           |
| --------- | --------- | --------- | --------- | --------- | --------- |